# Cytheroma eximius
Cytheroma eximius is een mosselkreeftjessoort uit de familie van de Cytheromatidae. De wetenschappelijke naam van de soort is voor het eerst geldig gepubliceerd in 1988 door Hao.